# Xanthorhoe tatianaria
Xanthorhoe tatianaria là một loài bướm đêm trong họ Geometridae.